# 史雲頓北 (英國國會選區)
北斯溫登（英語：North Swindon），英國國會一郡選區，位於英格蘭西南部威爾特郡東北部，包括斯溫登區北部十一個地方選區。
本區創設於1997年，多數時期支持工黨。2010年大選中自2005年以來任下議院議員、工黨的邁克·威爾斯宣佈退休，議席被保守黨的賈斯汀·湯姆林森以44.6%選票取得。